# Acontia chea
Acontia chea là một loài bướm đêm trong họ Noctuidae.